# 观音阁镇 (溆浦县)
观音阁镇，是中华人民共和国湖南省怀化市溆浦县下辖的一个乡镇级行政单位。

## 行政区划
观音阁镇下辖以下地区：
黎阳街社区、铁溪垅社区、浆池湾村、葛家冲村、双江口村、丁家冲村、大湾桥村、赤壁垅村、铁路湾村、白竹溪村、颜家垅村、仑斗坪村、山脚下村、覃村、建设村、川水村、青龙村、高地村、栎林村、坪里村、铁溪村、水田村、湖清村和温湖村。